# Savvas Mavridis
Savvas Mavridis (griechisch Σάββας Μαυρίδης; * im 19. oder 20. Jahrhundert in Alexandria, Khedivat Ägypten; † im 20. oder 21. Jahrhundert) war ein griechischer Wasserballspieler.

## Karriere
Mavridis nahm an den Olympischen Spielen 1920 in Antwerpen teil. Hier erreichte er mit der griechischen Nationalmannschaft den sechsten Rang.